# Chirothrips praeocularis
Chirothrips praeocularis är en insektsart som beskrevs av Andre 1941. Chirothrips praeocularis ingår i släktet Chirothrips och familjen smaltripsar. Inga underarter finns listade i Catalogue of Life.